# Lars Gustaf von Celsing
Lars Gustaf von Celsing, född den 14 februari 1804 i Stockholm, död där den 5 april 1881, var en svensk industriman. Han var far till Arnold och Gustaf Celsing.

## Biografi
Efter utbildning började Celsing vid Ingenjörskårens fältmätningsbrigad och utnämndes till underlöjtnant år 1824. År 1829 begärde han avsked för att överta de ärvda godsen Hellefors och Sundstorps järnbruk samt Biby, Warsta och Fräkentorps lantegendomar i Södermanland. Han kom därmed att ägna sig åt såväl jordbruk som bergsbruk, och då han inte led brist på tillgångar kunde han genomföra många initiativ för att utveckla de båda bruksformerna.
Listan över de förbättringar och nya uppfinningar han var den förste att införa kan göras lång. Celsing var den förste att införa engelska plogar, vars fördelar visades vid landets första plöjningstävling år 1842, vilken skedde vid Celsings egendom Lindholm i Södermanland. Tävlingen bevistades av kronprinsen Oscar och prins Carl.
Fyra år senare (1846) inrättade han enligt allmänt uppdrag för statens räkning de första större stamholländerierna, varvid han köpte in tyska avelsdjur, och år 1856 inrättades på hans egendom Skogshall den första skogvaktarskolan i landet.
Vid Hellefors järnbruk anlades redan 1837 det första malmkrossverk med valsar, varigenom all den arbetskraft, som förut åtgått till malmens »bokning», kunde användas till mera produktiva ändamål. Ungefär samtidigt inköpte han och lät uppsätta de första blåsmaskinerna efter Jonas Bagges konstruktion, vilka för sin tid var ett stort framsteg vid järnberedningen. Dessa kom senare att konkurreras ut av effektivare blästerverk. Åtskilliga år senare (1854) införde han användandet av masugnsgas som drivkraft för ångmaskinen, en uppfinning, som redan från början visade sig högst fördelaktig. År 1864 införde han och förbättrade senare väsentligt konstruktionen av trägasverk, vilken kom att prisbelönas.
Som offentligt erkännande av hans insatser tilldelades han av kungen kommendörstecknet med stora korset av Vasaorden samt riddarstjärnan av Nordstjärneorden. Södermanlands hushållningssällskap belönade honom år 1860 med sällskapets stora guldmedalj.